# Professor Challenger

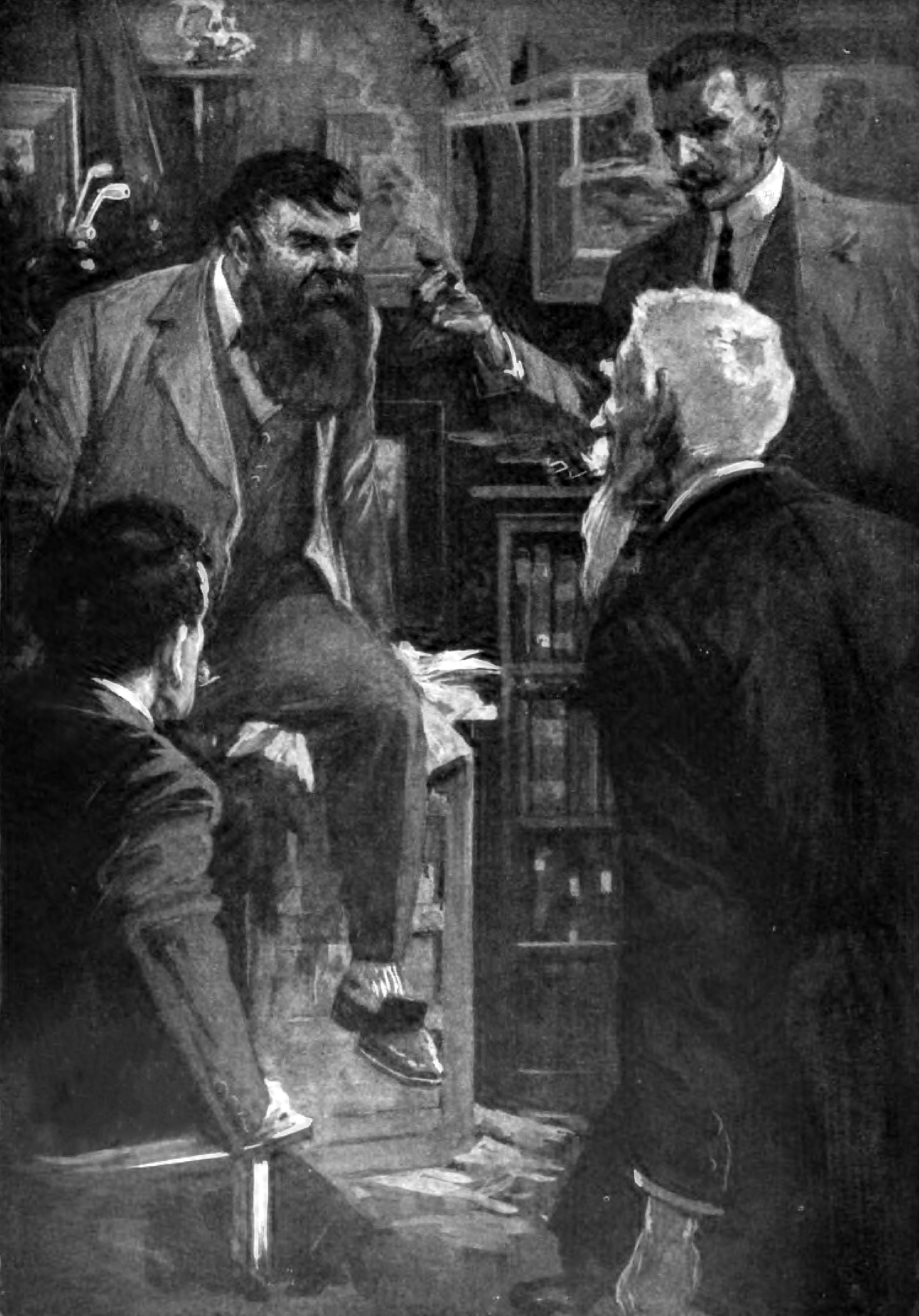
Il Professor Challenger (seduto) in un'illustrazione di Harry Rountree per il romanzo breve La nube avvelenata (The poison belt) di Arthur Conan Doyle nello Strand Magazine.

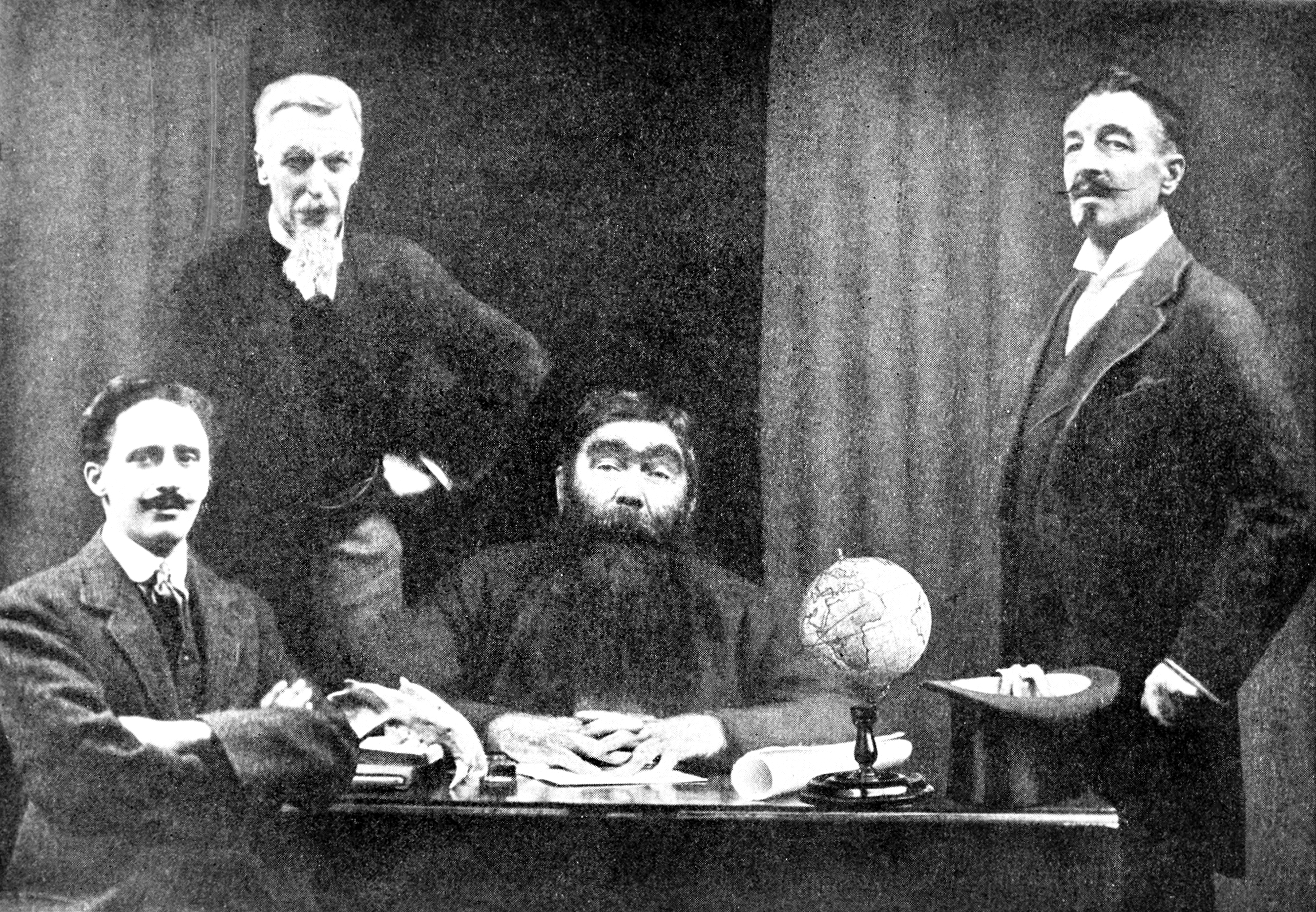
Foto dei membri della spedizione de Il mondo perduto, dal frontespizio della prima edizione del romanzo: da sinistra a destra Edward Malone (seduto), il professor Summerlee (in piedi), il prof. George Challenger (seduto al centro), lord John Roxton (a destra in piedi).

George Edward Challenger, più noto come professor Challenger, è un personaggio romanzesco protagonista di una serie di storie fantascientifiche pubblicate da sir Arthur Conan Doyle tra il 1912 e il 1929. La prima e più celebre è Il mondo perduto (1912), che ha avuto numerose versioni cinematografiche e televisive.
Il professor Challenger è un brillante e anticonvenzionale scienziato. Diversamente dal compassato e analitico Sherlock Holmes, altro popolare personaggio di Conan Doyle, Challenger è un carattere aggressivo e dominante.
Il personaggio fu modellato dallo scrittore sulla figura del professor Ernest Rutherford, eccentrico e irascibile "padre" dell'atomo e della radioattività.
Secondo il romanzo Il mondo perduto, Challenger nasce a Largs, un villaggio di Strathclyde, Scozia, nel 1863. Studia medicina, zoologia e antropologia all'Università di Edimburgo.

## Ciclo del professor Challenger
Storie scritte da Arthur Conan Doyle con protagonista Challenger:
- Il mondo perduto (The Lost World, 1912), romanzo
- La nube avvelenata o La fine del mondo (The poison belt, 1913), racconto
- La terra della nebbia o Nel paese delle nebbie (The land of the mist, 1926), romanzo
- La macchina disintegratrice (The disintegration machine, 1927), racconto
- Quando la Terra urlò (When the world screamed, 1929), racconto

## Filmografia
George E. Challenger è stato interpretato da vari attori in diversi film e in una serie televisiva:
- Da Wallace Beery nel film Il mondo perduto del 1925.
- Da Claude Rains nel film Mondo perduto del 1960.
- Da John Rhys-Davies nei film Il mondo perduto e Ritorno al mondo perduto, entrambi del 1992.
- Da Patrick Bergin nel film Il mondo perduto del 1998.
- Da Peter McCauley nella serie televisiva Sir Arthur Conan Doyle's The Lost World (1999-2002).
- Da Bob Hoskins nel film per la televisione Il mondo perduto del 2001.
- Da Bruce Boxleitner nel film King of the Lost World del 2005.